# البهالة (أولاد موسى بن إبراهيم)
البهالة هو دُوَّار يقع بجماعة موالين الواد، إقليم بنسليمان، جهة الدار البيضاء سطات في المملكة المغربية. ينتمي الدوّار لمشيخة أولاد موسى بن إبراهيم التي تضم 7 دواوير. يقدر عدد سكانه بـ 388 نسمة حسب الإحصاء الرسمي للسكان والسكنى لسنة 2004.

## روابط خارجية
- البوابة الوطنية للجماعات الترابية
- المندوبية السامية للتخطيط